# زمان (فیلم ۲۰۰۶)
زمان (انگلیسی: Time) فیلمی به کارگردانی کیم کی-دوک است که در سال ۲۰۰۶ منتشر شد. از بازیگران آن می‌توان به ها جونگ-وو و سونگ هیون آ اشاره کرد.